# Alexandru Tomescu
Alexandru Tomescu (Bucarest, 15 de setembre de 1976) és un violinista romanès, guanyador de nombrosos premis nacionals i internacionals en festivals de música clàssica. Des del seu debut el 1985, ha realitzat més de 200 concerts i recitals en 26 països (França, Holanda, Japó). Pel seu mestratge, l'estat romanès li va atorgar el privilegi de tocar el violí "Stradivarius" que anteriorment havia estat en possessió del músic Ion Voicu.

## Biografia artística
Fa el seu debut a l'edat de nou anys, com a solista de l'Orquestra Simfònica de Constança i realitza la primera gira a l'estranger, a Alemanya i Àustria.
Alexandru Tomescu va demostrar ser capaç de domesticar qualsevol forma de música, especialment després del projecte "Paganini: àngel o dimoni?", un punt d'inflexió en la seva carrera. Va ser el moment en què el violinista va reinventar la seva identitat i que va portar un canvi radical en el camí en el qual Alexandru Tomescu es va comprometre fa uns anys, tenia la intenció de modificar la percepció de la música clàssica a Romania. Des que va tornar al seu país natal, després d'haver estudiat a Suïssa amb Tibor Varga i en els EE. UU. Amb Eduard Schmieder, Alexander va emprendre la missió de demostrar que la música clàssica és una finestra a l'harmonia entre les persones, un món obert a tots, i que tots tenen l'oportunitat d'explorar-la.
La seva preocupació per la música de cambra (música instrumental) determina que el 2003, juntament amb el pianista Horia Mihail i el violoncel·lista Răzvan Suma, va formar "Romanian Piano Trio", una banda ja coneguda pels músics romanesos, a través de les seves aparicions en diversos festivals a Romania i a l'estranger, així com a través dels tornejos de MusicON organitzats per a l'estrena nacional.
Al novembre de 2007, Alexandru Tomescu es va guanyar el dret de tocar el famós violí Stradivarius Elder-Voicu 1702 per un període de cinc anys. El violí Stradivarius Elder, utilitzat durant quatre dècades pel Mestre Ion Voicu, es considera un dels instruments Stradivarius millor conservats.
En rebre el violí Stradivarius Elder-Voicu, va prometre que familiaritzaria a un gran nombre del públic romanès amb el so de l'esplèndid instrument. Després d'una sèrie gairebé ininterrompuda de concerts a Romania i a l'estranger, el seu nom i el del seu instrument es van convertir en sinònims perfectes.
Després d'una carrera més que fructífera a Europa i el món, plena d'èxits en sales com Théâtre donis Champs Elysees - París, Carnegie Hall - Nova York o Metropolitan Arts Center - Tòquio, apareixent amb directors com Valery Gergiev, Kurt Masur o Christoph Eschenbach, Alexander va tornar a Romania, on es va comprometre a organitzar gires musicals nacionals clàssiques, realitzades exclusivament amb fons privats. Va entendre que el poc convencional vist com una combinació de professionalisme i innovació és la clau d'accés a una gran categoria del públic, per la qual cosa es va convertir en el personatge principal de diversos esdeveniments pioners al món de la música clàssica romanesa: va interpretar el seu Stradivarius en una estació de metro, per demostrar que les persones són receptives a la música de qualitat; va tocar en un bosc per expressar la seva posició pel que fa a l'explotació irracional dels boscos romanesos.
Va tocar enfront d'una casa en ruïnes, per detenir la destrucció dels edificis del Patrimoni Nacional de Romania. També va tocar per recaptar fons destinats a l'Associació Romanesa de Cecs i per ajudar els nens sords a obtenir audiòfons. És un dels primers artistes romanesos que van fer una missió en portar el missatge de la música clàssica a les ciutats on no hi ha orquestres filharmòniques. El seu nom en un pòster és suficient per vendre totes les entrades, fins i tot dies abans de l'esdeveniment.
El 10 d'abril de 2009 va fer un concert, de mitja hora, a l'estació de metro "Victoriei Square", vestit amb roba modesta. L'efecte de la música de qualitat en els residents de Bucarest, que es trobaven amb els aclaparaments en l'estació de metro, va resultar inesperat. Desenes de persones es van detenir, amb el risc d'arribar tard al treball, només per escoltar alguns concordes del "recital" de Tomescu i posar un bitllet en la caixa enfront de l'intèrpret. El músic ha recollit de viatgers de tres milions de "lei" antics (moneda prèvia al ROM, moneda actual de Romania).
Per finalitzar, una cita rellevant, que encara que es refereix a un sol concert d'Alexandru, pot estendre's a tota la seva carrera: “Alexandru Tomescu fa música poc comuna dels Capritxos de Paganini, tocant contrastos, deixant que cada oració viva i respiri. Esperava una nit de bombolles de xampany. Tomescu serveix whisky. (David Larsen - Revista Metro, Nova Zelanda).

## Curriculum Vitae

### Estudis
- 2001 - Escola Superior de Música, Sion, Suïssa - Professor Tibor Varga
- 2000 - Universitat Metodista del Sud, Dallas, Texas - Professor Edward Schmieder
- 1995 - 1999 - Conservatori de Bucarest - Professor Stefan Gheorghiu
- 1983 - 1995 - Escola secundària de música "George Enescu", Bucarest - Professora Mihaela Tomescu

### Competicions internacionals
- 1999

1er Premi Concurso Internacional "George Enescu", Bucarest - Romania
2n. premi Concurso "Yehudi Menuhin" - "M. Long-J. Thibaud” París - França
Premi especial SACEM al millor recital - "M. Long-J. Thibaud” París - França
- 1997

2n. premi "Tibor Varga", Sion - Suïssa
4º Premi "Pablo Sarasate", Pamplona - Espanya
3r Premi del Concurs Internacional de Música - Viena, Àustria
- 1995

1er premi - Fenícia, Corea del Nord
1er premi "Jeunesses Musicals", Bucarest - Romania
2n. premi (no es va atorgar el 1er premi) "Niccolo Paganini", Gènova - Itàlia
- 1994

1er premi - Brașov, Romania
- 1993

1er premi "Kloster Schöntal", Schöntal - Alemanya
- 1991

Medalla d'UNICEF - Parma, Itàlia
- 1990

1er premi i gran premi: el títol del guanyador de la República Txeca "J.Kocian"
- 1989

Premi "Rudolf Neudörfer" - Berlín, Alemanya
- 1988

1er Premi absolut "Rovere d'oro", San Bartolomeo al Mare - Itàlia
- 1984

1er premi absolut "Citta di Stresa", Stresa - Itàlia

### Concerts i recitals
Albània, Anglaterra, Àustria, Bulgària, Xipre, Corea del Nord, Corea del Sud, Costa Rica, Suïssa, Filipines, Finlàndia, França, Alemanya, Israel, Itàlia, Japó, Macedònia, Països Baixos, República Txeca, Moldàvia, Polònia, Romania, Rússia, Turquia, Ucraïna, Hongria, Estats Units

### Concerts amb directors importants
- Horia Andreescu
- Alexandru Ganea
- Garry Bertini
- Philippe Entremont
- Eduard Schmieder
- Christoph Eschenbach
- Kurt Masur
- Jin Wang

### Concerts en salons famosos
- Carnegie Zankel Hall, Nova York
- Walt Disney Concert Hall, Los Angeles
- Sejong Theater, Seül, Corea del Sud
- Concertgebouw Amsterdam, Països Baixos
- Théâtre donis Champs Élysées, París, França
- Théâtre Châtelet, Paris, França
- Filharmònica de Berlín, Berlín, Alemanya
- Gran Saló Conservatori, Moscou, Rússia
- Metropolitan Art Center, Tòquio, Japó
- Centre Cultural de les Filipines, Manila, Filipines.
- Cerritos Arts Center, Los Angeles, EE.UU.

### Enregistraments de radi i televisió.
Anglaterra, França, Suïssa, Alemanya, Itàlia, Japó, Holanda, Polònia, Romania, Estats Units.

### Enregistraments de CD
- Stradivari-Obsessions (Sonates integrals d'Eugène Ysaÿi)
- Ad Libitum Primus (Haydn, Beethoven, Sibelius)
- 24/24 DVD i CD (Niccolò Paganini Whimsical Integral)
- "Simply Mozart d'Alexandru Tomescu" amb l'Orquestra de la Ràdio Nacional de Romania - director Horia Andreescu (Concert integral per a violí i orquestra de Wolfgang Amadeus Mozart);
- Romantic Stradivarius, juntament amb el pianista Horia Mihail (obres de Johannes Brahms, Robert Schumann i Edvard Grieg)
- Stradivarius Virtuós, juntament amb el pianista Horia Mihail (amb obres de Henryk Wieniawski, Pablo de Sarasate, Piotr Ilici Tchaikovsky, etc.)
- Stradivarius novament, amb el pianista Horia Mihail (obres de Ciprian Porumbescu, Fritz Kreisler, Jules Massenet, Dumitru Capoianu, etc.)
- Romanian Piano Trio, juntament amb Horia Mihail i Răzvan Summa (Robert Schumann, Wolfgang Amadeus Mozart)
- Concert de l'Orquestra de la Ràdio Nacional a l'Haia (Max Bruch)
- Gira de concerts de l'Orquestra de la Ràdio Nacional a Brussel·les (Felix Mendelssohn)
- Festival de Laureados a Los Angeles (Georg Friederich Haendel, Eugène Ysaÿi, George Enescu)
- Alexandru Tomescu a Moscou - Gran Saló del Conservatori Tchaikovsky (Niccolò Paganini, Felix Mendelssohn)
- Concurs Internacional Long-Thibaud - violí 1999, amb la pianista Gwenaelle Cochevelou (Robert Schumann Fantasy op. 131 en Do major)
- Premi Paganini 1995 i 1996 (després del Concurs Paganini a Gènova)